# Aliaksandr Choumidoub
Aliaksandr Mikalaïevitch Choumidoub - du biélorusse : Аляксандр Мікалаевіч Шумідуб - ou Aleksandr Nikolaïevitch Choumidoub - du russe : Александр Николаевич Шумидуб et en anglais : Aleksandr Shumidub - (né le 17 mars 1964 à Minsk en République socialiste soviétique de Biélorussie et mort le 13 juillet 2019) est un joueur professionnel Biélorusse de hockey sur glace devenu entraîneur.

## Biographie

### Carrière en club
Formé au HK Iounost Minsk, il commence sa carrière en senior dans la Vyschaïa Liga avec le Dinamo Minsk en 1984. Quatre ans plus tard, il découvre le Championnat élite d'URSS. Il a évolué dans l'Ekstraklasa entre 1993 et 1996 avec le STS Sanok et le HC Bydgoszcz. Il décroche l'Ekstraliga 1997 avec le Polimir Navapolatsk. Il met un terme à sa carrière en 1999.

### Carrière internationale
Il représente la Biélorussie En équipe nationale. Il a participé au championnat du monde 1997. En 1998, il est sélectionné pour les Jeux olympiques de Nagano.

### Carrière d'entraîneur
Il est sélectionneur de l'équipe nationale de Biélorussie durant deux matchs en 2003. Il est entraîneur des gardiens au HK Homiel entre 2005 et 2010.

## Trophées et honneurs personnels

### Biélorussie
- 1991 : nommé joueur de l'année.